# مایتمروید
مایتمروید (به انگلیسی: Mytholmroyd) یک شهرک در بریتانیا است که در هبن روید واقع شده‌است. مایتمروید ۳٬۹۴۹ نفر جمعیت دارد.